# Kroppkakor

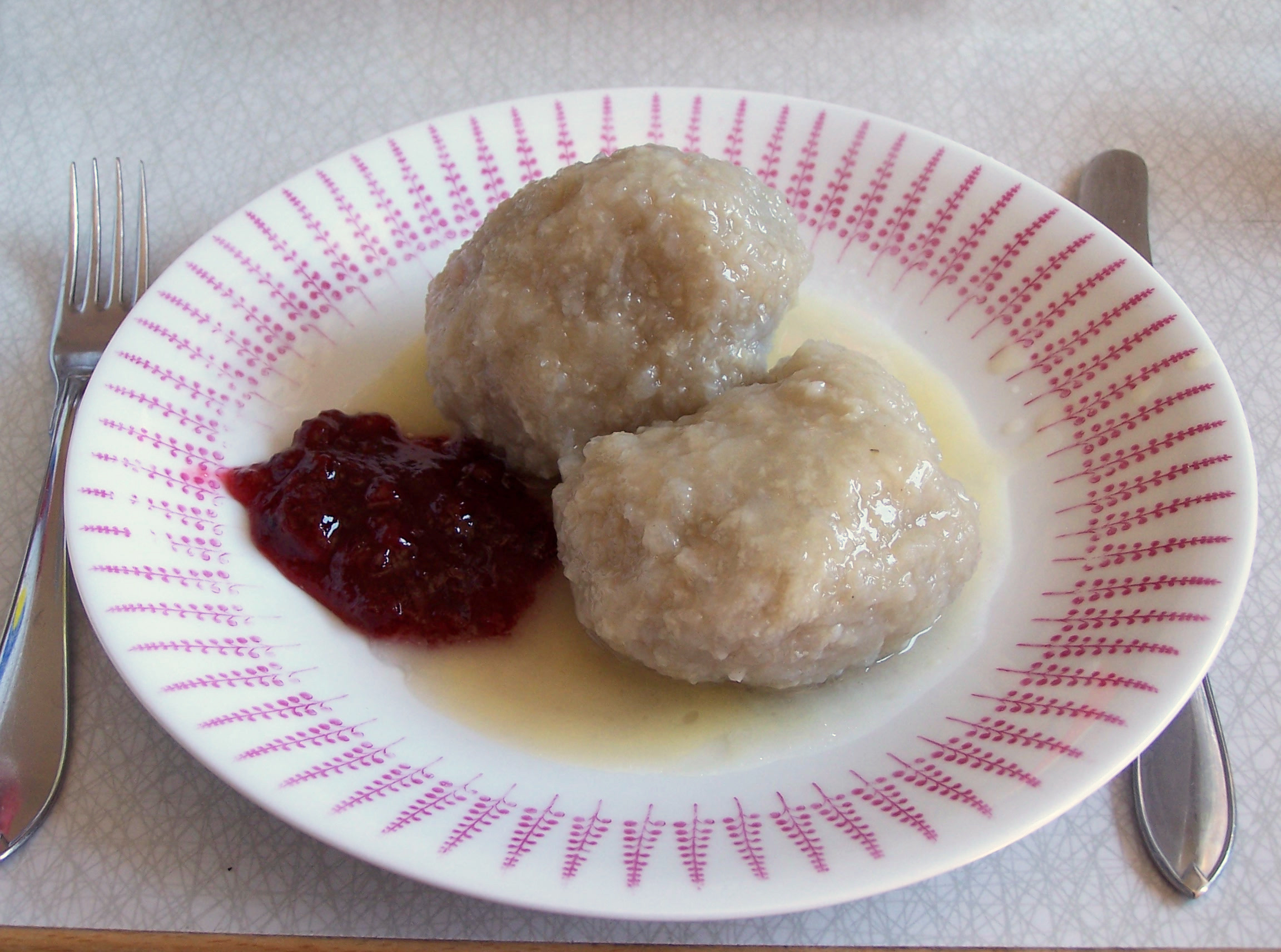
Blekingska kroppkakor med lingon och skirat smör.

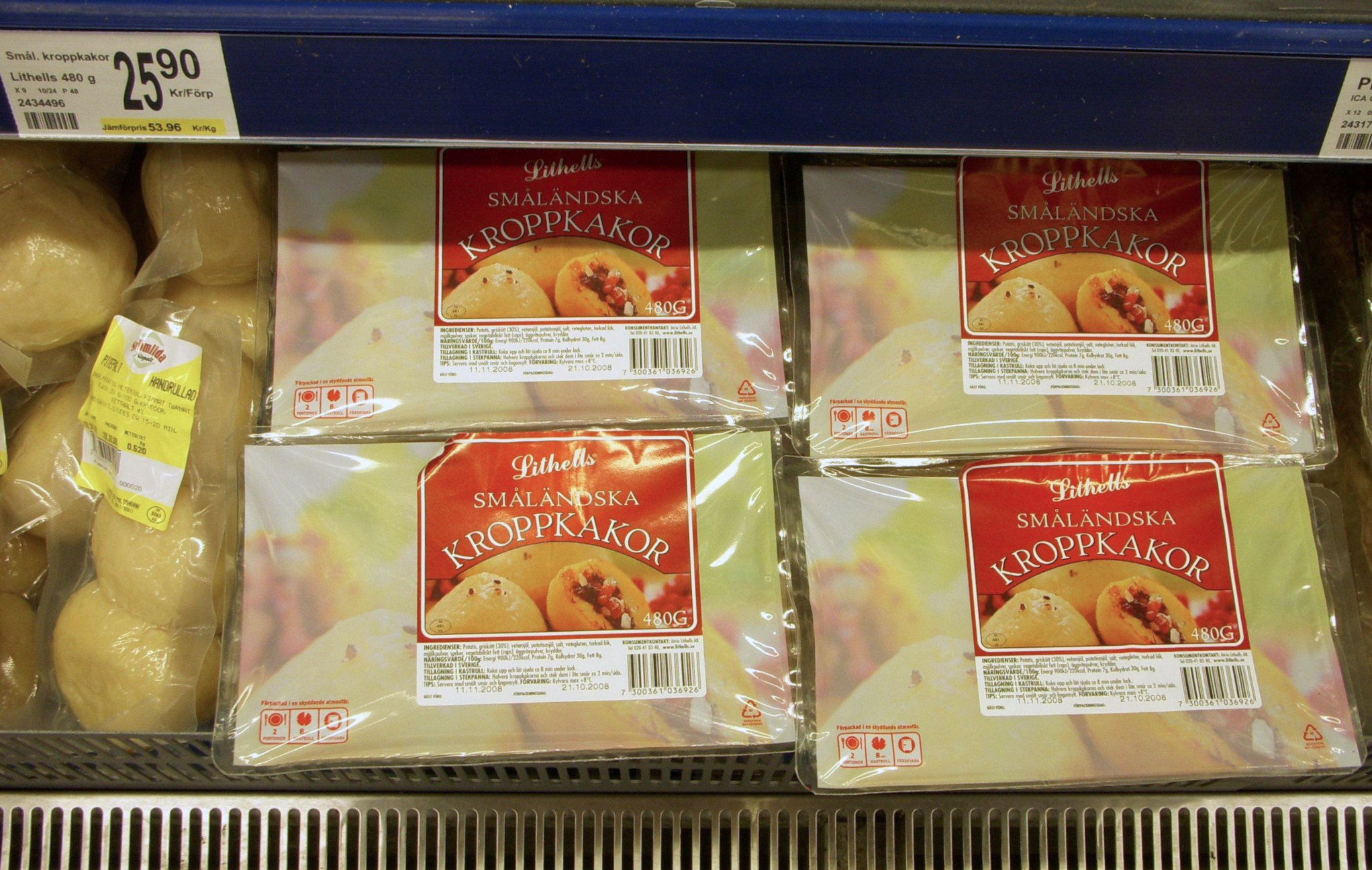
Pitepalt och småländska kroppkakor i butik.

Kroppkakor är en maträtt som finns i olika varianter från Småland, Blekinge, Öland och Gotland. Den utgörs av "bollar" (singular kroppkaka), ungefär i tennisbollstorlek, bestående av en potatisbaserad deg med inbakat fläsk och lök eller annan fyllning.

## Varianter
Kroppkakor finns i många mer eller mindre lokala varianter. Blekingekroppkakorna, även kallade gråa kroppkakor, innehåller nästan bara råriven potatis och endast en liten mängd mjöl. Öländska kroppkakor görs på till största delen rå, riven potatis och med visst inslag av kokt potatis.  Smålandskroppkakor och kroppkakor i västra och mellersta Blekinge har mycket mer kokt potatis i degen. Dessa kroppkakor blir ljusare till färgen. Gotländska kroppkakor görs nästan helt på kokt potatis och blir vita. I Blekinge och på Öland finns varianter på kroppkakor som istället för tärnat fläsk har antingen sjöfågel eller ål som fyllning. En version, kallad "blinning", är en kroppkaka utan fläsk eller lök. I många kroppkakor ingår kryddpeppar som ger en karaktäristisk smak.
Kroppkakor kan ätas med gräddmjölk och lingonsylt, eller med skirat smör och rårörda lingon. Traditionellt på Öland utan lingonsylt (skirat smör + tunn grädde eller mjölk). På Gotland och i delar av Blekinge serveras de traditionellt med en vitsås med extra fyllning i.

## Liknande rätter
I Norrbotten finns en liknande maträtt som kallas pitepalt. En skillnad är att palt alltid baseras på rå potatis och korn- och/eller vetemjöl. I Jämtland, Ångermanland och Medelpad kallas maträtten kams och i de två senare landskapen baserades kams inte på potatis utan oftast bara på kornmjöl. Huruvida den tillagas som platt eller rund kan variera. Den runda har saltfläsket inbakat. Den platta äts med saltfläsket vid sidan om. Sen kan det också variera om den äts med lingonsylt eller messmör.
Den norska motsvarigheten till kroppkakor är raspeball. På Vestlandet kallas maträtten även komle och äts traditionellt på torsdagar, likt ärtsoppetraditionen i Sverige och Finland. Intresset för komle är allra störst i Rogaland (uppgift från 2011).

## Etymologi
Förleden kropp‑ tolkas olika i Elof Hellquists etymologi ordbok och i Svenska Akademiens ordbok. Elof Hellquist menar att förleden är besläktad med, men inte identisk med ordet kropp ”kropp”. Folkmålsformerna kråpa (i östra Blekinge "kråpkaker") och kröpa talar emot etymologisk identitet. SAOB menar att folkmålsformerna och det vanliga ordet ”kropp” sannolikt är samma ord.